# Ronde van Burgos 2024 (vrouwen)
De negende editie van de Ronde van Burgos voor vrouwen vond plaats van 16 tot 19 mei 2024. Net als de vorige jaren maakte de wedstrijd deel uit van de UCI Women's World Tour 2024. Titelverdedigster Demi Vollering volgde zichzelf op als eindwinnares.

## Deelname
Dertien UCI Women's World Tour-ploegen namen deel, aangevuld met zeven continentale teams.
| UCI World Tour teams (13)                                                                     | UCI World Tour teams (13)                                                          | UCI Continental teams (7)                                        | UCI Continental teams (7)                                                        |
| --------------------------------------------------------------------------------------------- | ---------------------------------------------------------------------------------- | ---------------------------------------------------------------- | -------------------------------------------------------------------------------- |
| Canyon-SRAM FDJ-Suez Fenix-Deceuninck Human Powered Health Lidl-Trek Liv AlUla Jayco Movistar | Roland dsm-firmenich PostNL SD Worx-Protime Visma\|Lease a Bike UAE Team ADQ Uno-X | BePink-Bongioanni Cofidis EF Education-Cannondale Eneicat-CMTeam | Laboral Kutxa-Fundación Euskadi Primeau Vélo-Groupe Abadie Team Komugi-Grand Est |

## Etappe-overzicht
| Etappe | Datum  | Start                   | Finish                | Type       | Afstand | Winnaar        | Klassementsleider |
| ------ | ------ | ----------------------- | --------------------- | ---------- | ------- | -------------- | ----------------- |
| 1      | 16 mei | Villagonzalo Pedernales | Burgos                | Heuvelrit  | 123 km  | Lotta Henttala | Lotta Henttala    |
| 2      | 17 mei | Briviesca               | Alto de Rosales       | Heuvelrit  | 123 km  | Demi Vollering | Demi Vollering    |
| 3      | 18 mei | Roa de Duero            | Melgar de Fernamental | Vlakke rit | 122 km  | Lorena Wiebes  | Demi Vollering    |
| 4      | 19 mei | Peñaranda de Duero      | Canicosa de la Sierra | Bergrit    | 122 km  | Demi Vollering | Demi Vollering    |

## Klassementenverloop
| Et.          | Winnaar        | Algemeen klassement · | Puntenklassement · | Bergklassement · | Jongerenklassement · | Ploegenklassement       |
| ------------ | -------------- | --------------------- | ------------------ | ---------------- | -------------------- | ----------------------- |
| 1            | Lotta Henttala | Lotta Henttala        | Lotta Henttala     | Katrine Aalerud  | Megan Jastrab        | EF Education-Cannondale |
| 2            | Demi Vollering | Demi Vollering        | Karlijn Swinkels   | Katrine Aalerud  | Shirin van Anrooij   | Canyon//SRAM Racing     |
| 3            | Lorena Wiebes  | Demi Vollering        | Lorena Wiebes      | Katrine Aalerud  | Ella Wyllie          | Canyon//SRAM Racing     |
| 4            | Demi Vollering | Demi Vollering        | Demi Vollering     | Demi Vollering   | Shirin van Anrooij   | Canyon//SRAM Racing     |
| 0Eindstanden | 0Eindstanden   | Demi Vollering        | Demi Vollering     | Demi Vollering   | Shirin van Anrooij   | Canyon//SRAM Racing     |

2015 · 
2016 · 
2017 · 
2018 · 
2019 ·
2020 · 
2021 · 
2022 · 
2023 · 
2024 · 
2025
Tour Down Under ·
Cadel Evans Great Ocean Road Race ·
Ronde van de Verenigde Arabische Emiraten ·
Omloop Het Nieuwsblad ·
Strade Bianche ·
Ronde van Drenthe ·
Trofeo Alfredo Binda-Comune di Cittiglio ·
Brugge-De Panne ·
Gent-Wevelgem ·
Ronde van Vlaanderen ·
Parijs-Roubaix ·
Amstel Gold Race ·
Waalse Pijl ·
Luik-Bastenaken-Luik ·
Ronde van Spanje ·
Ronde van het Baskenland ·
Ronde van Burgos ·
RideLondon Classic ·
Ronde van Groot-Brittannië ·
Ronde van Zwitserland ·
Ronde van Italië ·
Ronde van Frankrijk ·
GP de Plouay-Bretagne ·
Ronde van Romandië ·
Simac Ladies Tour ·
Ronde van Chongming ·
Ronde van Guangxi
Afgelaste wedstrijden: Ronde van Scandinavië